# Temporale

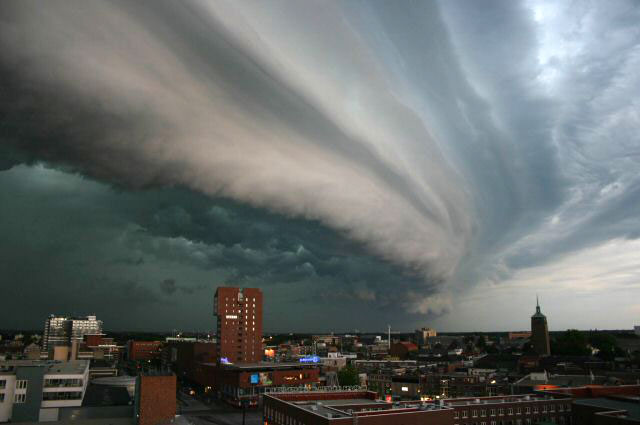
La tende della supercella in rotazione su Enschede

In meteorologia il temporale è un fenomeno atmosferico accompagnato spesso da fulmini, vento e precipitazioni, frequentemente sotto forma di rovescio. Spesso associato a condizioni di marcata instabilità atmosferica, si tratta del fenomeno atmosferico più violento in termini energetici cui possiamo assistere con una certa frequenza alle medie latitudini.

## Storia

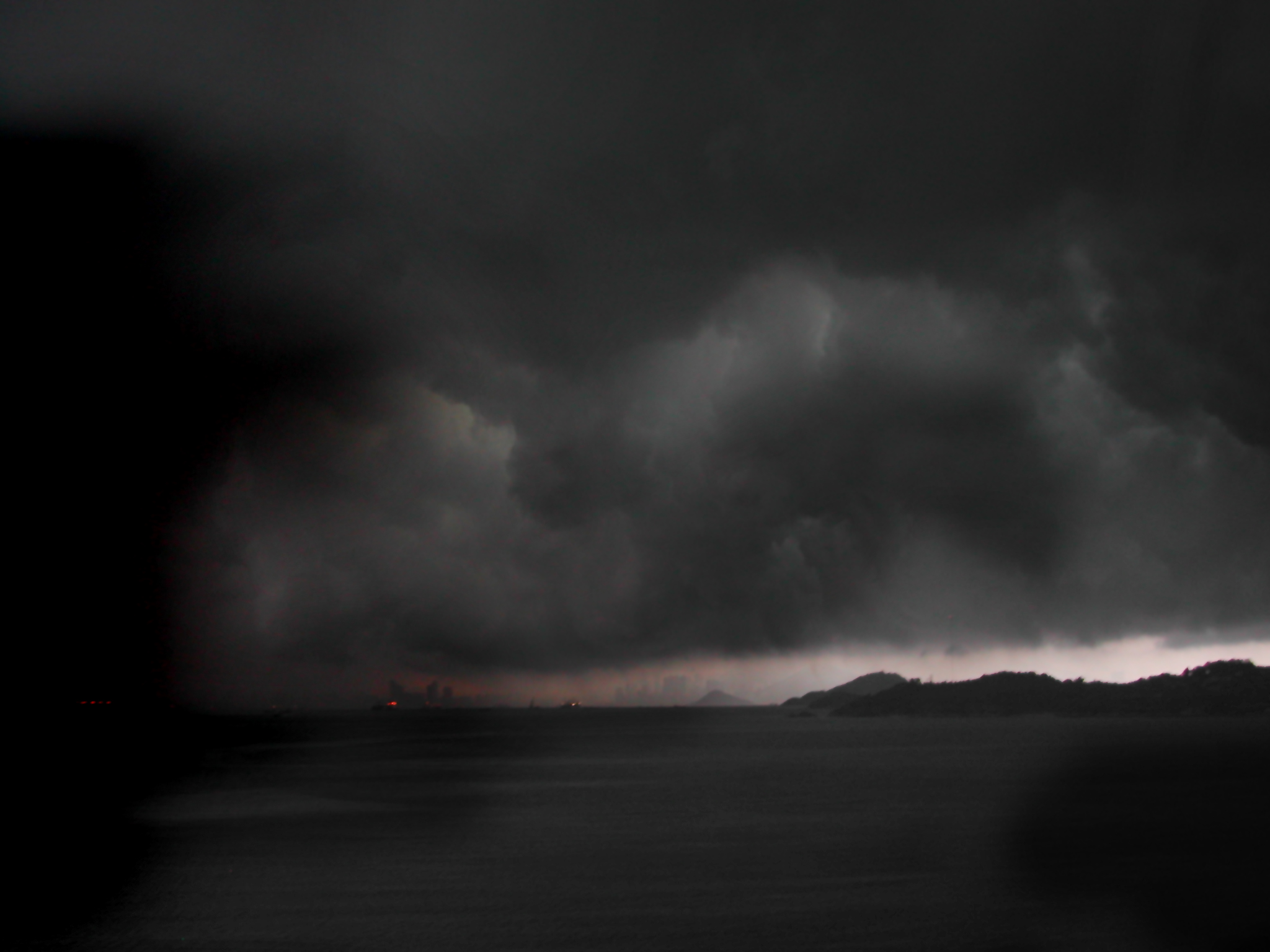
Forte temporale portato dal Tifone Sanvu a Hong Kong. Sanvu è stato il primo tifone ad aver attraversato la città nel 2005

Il temporale è uno dei fenomeni atmosferici estremi della natura, temuto e venerato fin dall'antichità. Gli antichi spesso creavano divinità per i fenomeni naturali: tra questi non poteva mancare la figura del dio temporale. L'esempio più famoso è forse quello di Giove che aveva il potere di scagliar fulmini, ma anche nella civiltà egizia gli dei collegati ad eventi atmosferici non mancano.
In epoca moderna, grazie ai progressi della conoscenza scientifica, si è scoperto che il temporale non è che una nube plumbea associata generalmente a precipitazioni a prevalente carattere di rovescio e/o vento. Nonostante ciò il suo fascino è rimasto lo stesso e non di rado alcuni appassionati si recano nelle vicinanze dei temporali (generalmente quelli più intensi) per osservarli e studiarli. Tale attività – nata negli Stati Uniti d'America a partire dalla metà del XX secolo – è denominata storm chasing. Anche grazie ad essa è stato possibile comprendere a fondo i meccanismi che producono e mantengono in vita i temporali, come e perché alcuni di essi hanno una maggiore potenza distruttrice.

## Descrizione

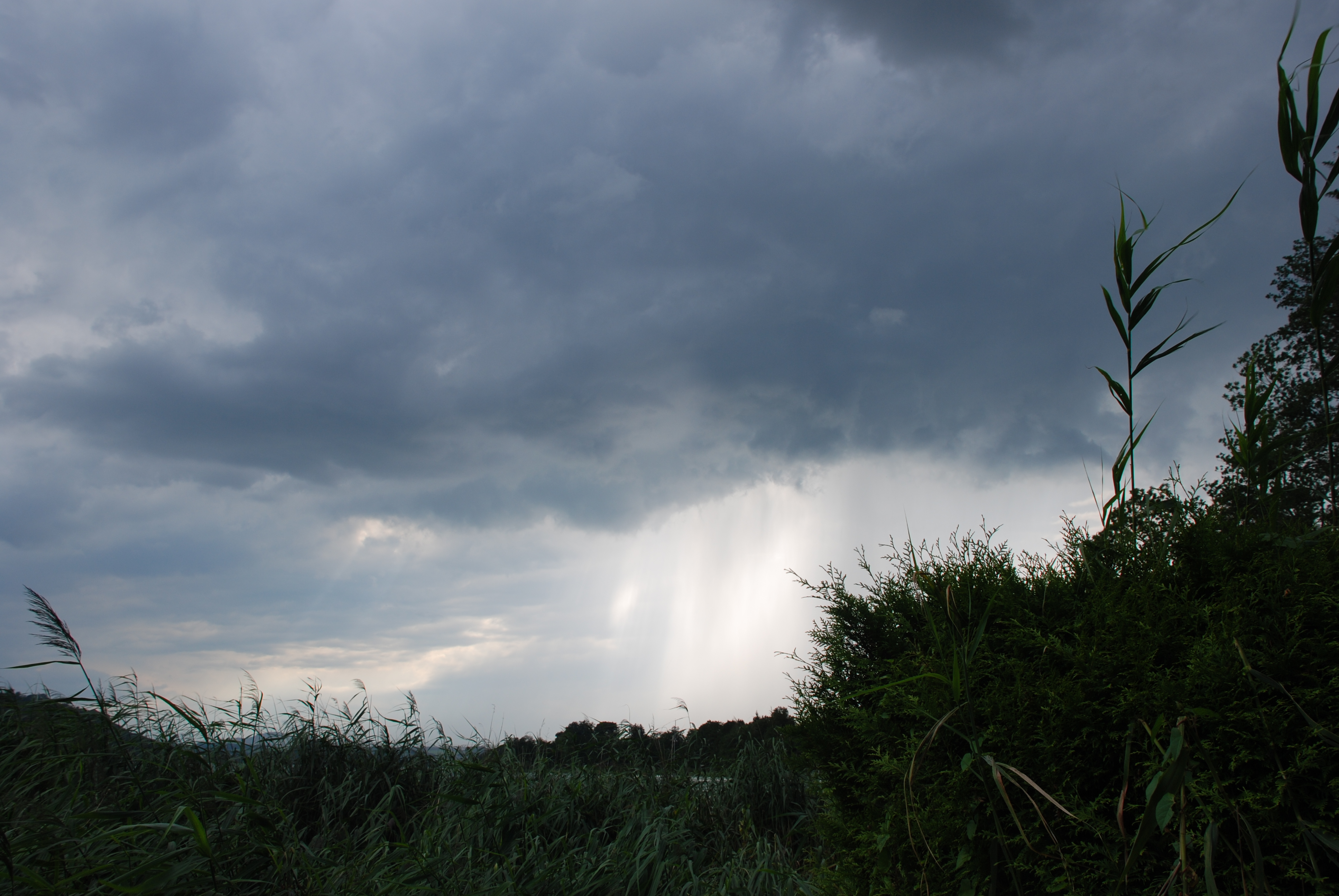
Nubi temporalesche nei pressi di Neumarkt am Wallersee, Austria.

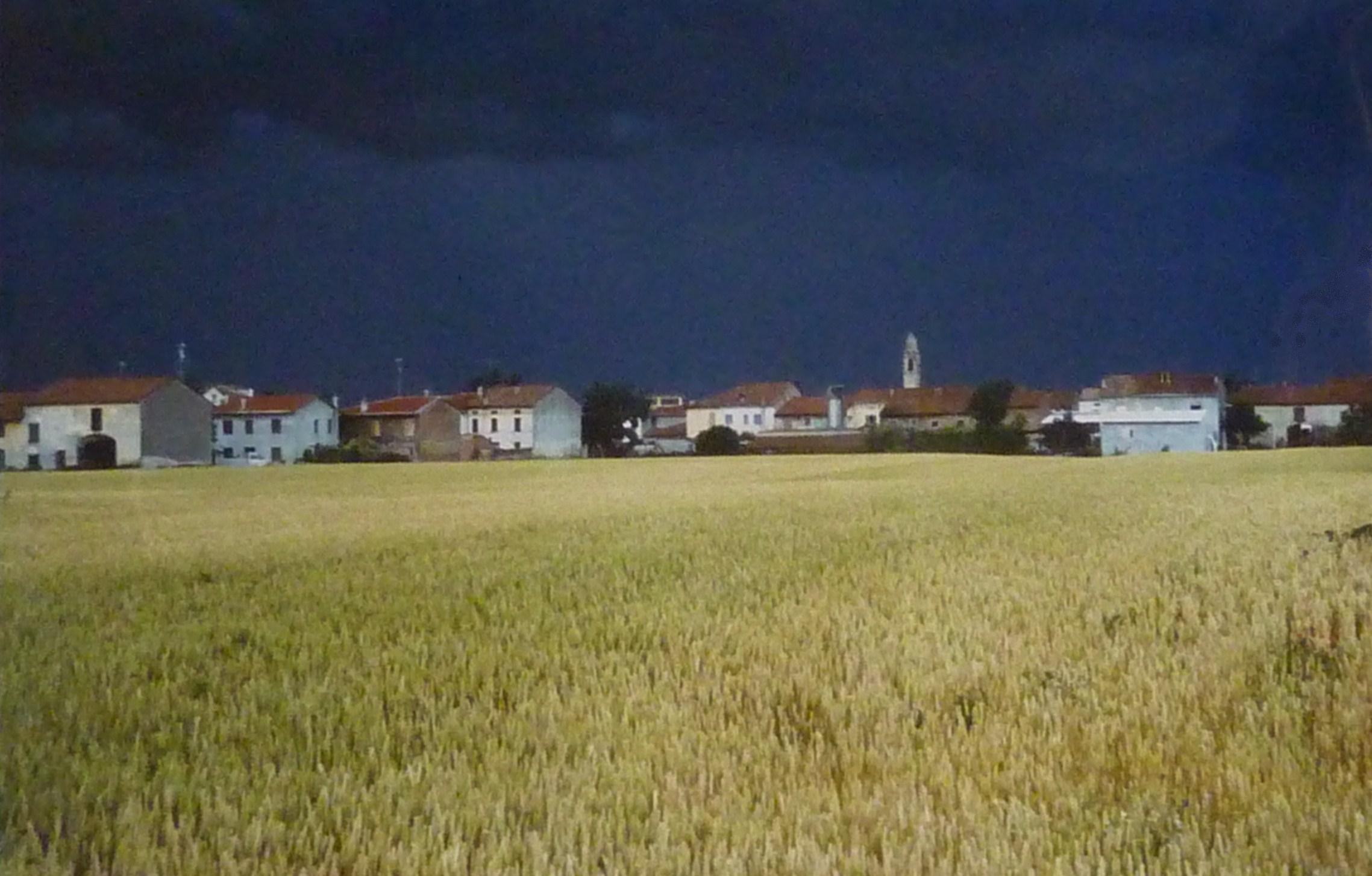
Temporale in arrivo nella bassa mantovana a Ponteterra (Sabbioneta).

### Struttura[3][4][5]
Il temporale è individuato da un insieme di nubi di vasta estensione volumica, il cumulonembo, e di altri fenomeni atmosferici ad esso associati. Il cumulonembo è una nube a sviluppo verticale che si forma per il sollevamento di grandi masse d'aria calde (causato da diversi fattori) e umide in atmosfera instabile. Con il sollevamento l'aria si raffredda adiabaticamente e il vapore acqueo in essa contenuto, raggiunto il punto di rugiada, condensa iniziando a sviluppare la nube.
All'interno della nube sono presenti correnti convettive ascensionali molto violente e forte turbolenza e le gocce d'acqua facilmente si uniscono per coalescenza originando, al superamento per gravità della forza ascensionale, pioggia o anche grandine se vengono trascinate a lungo all'interno della nube da tali correnti.
In cima al cumulonembo, quand'esso ha raggiunto la fase di maturità o pieno sviluppo, si trova una caratteristica incudine, che può anche raggiungere i 10 000 m di quota e oltre. Tale incudine si forma laddove l'aria in ascesa incontra la tropopausa, e la sua caratteristica forma è dovuta alla costanza dell'andamento termico che caratterizza la tropopausa che inibisce l'ulteriore ascesa della massa d'aria instabile all'origine della genesi del cumulonembo. A tali quote la nube è composta da cristalli di ghiaccio e appare sformata.
Al di sotto del cumulonembo si formano in genere forti ascendenze al centro e forti discendenze ai lati, provocando al perimetro del cumulonembo un forte vento che solleva visibilmente la polvere e precede la pioggia. Nel momento in cui inizia a piovere il moto si inverte ovvero si hanno discendenze al centro e ascendenze ai margini.
Il temporale risulta quindi composto da:
- cumulo vero e proprio associato a fenomeni;
- incudine di cirri;
- eventuali 'mammatus' visibili alla base dell'incudine;

#### Struttura a cellule
Un temporale è alimentato in genere da più cellule o celle convettive (temporale multicellulare- durata media 1 ora- 3 celle circa). Possono anche esserci temporali con una sola cella (monocellulari) o una sola grande cella in rotazione (supercella). Questi ultimi sono i più pericolosi e possono portare alla formazione di tornado.
Questa struttura fa sì che, nei temporali multicellulari, la zona più attiva della nube sia in continuo spostamento e quindi l'intensità delle precipitazioni vari a intervalli irregolari. Ciò permette infine anche una maggiore durata della nube.

### Tipologie e formazione
- Temporali frontali[9][10][11][12]: quando in una perturbazione è presente il fronte freddo, non è difficile assistere alla formazione di cumulonembi. L'aria fredda infatti si incunea sotto quella calda, la solleva in maniera rapida e contribuisce alla destabilizzazione del sistema. La pressione intanto cala e il vento rinforza. Nel cielo, le nubi cumuliformi si ingrossano sempre di più fino all'incipit temporalesco. Questo tipo di cumulonembi si può formare a qualsiasi ora del giorno e della notte.
- Temporali convettivi[13][14][15][16]: si formano per la risalita di aria calda dal suolo (riscaldato dal sole). Nel caso in cui l'aria sia abbastanza umida e instabile, la corrente convettiva può formare una nube. Se inoltre l'atmosfera è instabile allora è probabile che il cumulo si ingrossi a sufficienza per dare origine a fenomeni temporaleschi. Questo tipo di temporali avviene soprattutto quando aria fresca corre su un terreno più caldo (la cosiddetta Goccia fredda in quota) oppure in caso di forte riscaldamento dal basso ad esempio d'estate (temporale di calore).
- Temporali orografici[17][18][19][20]: l'aria che risale un pendio di montagna, se abbastanza umida, può generare delle nubi anche temporalesche con conseguenze simili alle precedenti.

### Fasi del fenomeno[21][22]
- Sviluppo: quando il sole riscalda il suolo, provoca delle risalite di aria calda e, se in quota è presente dell'aria fredda, secca ed instabile avvengono le condizioni per la nascita di un cumulo di grandi dimensioni, in cui l'aria calda in risalita (updraft) prevale su quella fredda in discesa (downdraft).
- Maturità: il cumulo diventa cumulonembo perché ha raggiunto l'aria stabile della tropopausa, quindi non può più salire ma si espande orizzontalmente (incudine). Coesistono in quota cristalli di ghiaccio e gocce di acqua. Vi sono due correnti ben distinte, una fredda e una calda.
- Dissipazione: l'aria fredda discendente, accompagnata dalle precipitazioni, prevale sulla calda. Il temporale si scarica e perde vigore; successivamente si esaurisce e al suo posto rimangono dei cumuli, degli altocumuli, dei cirri.

### Fenomeni secondari osservabili

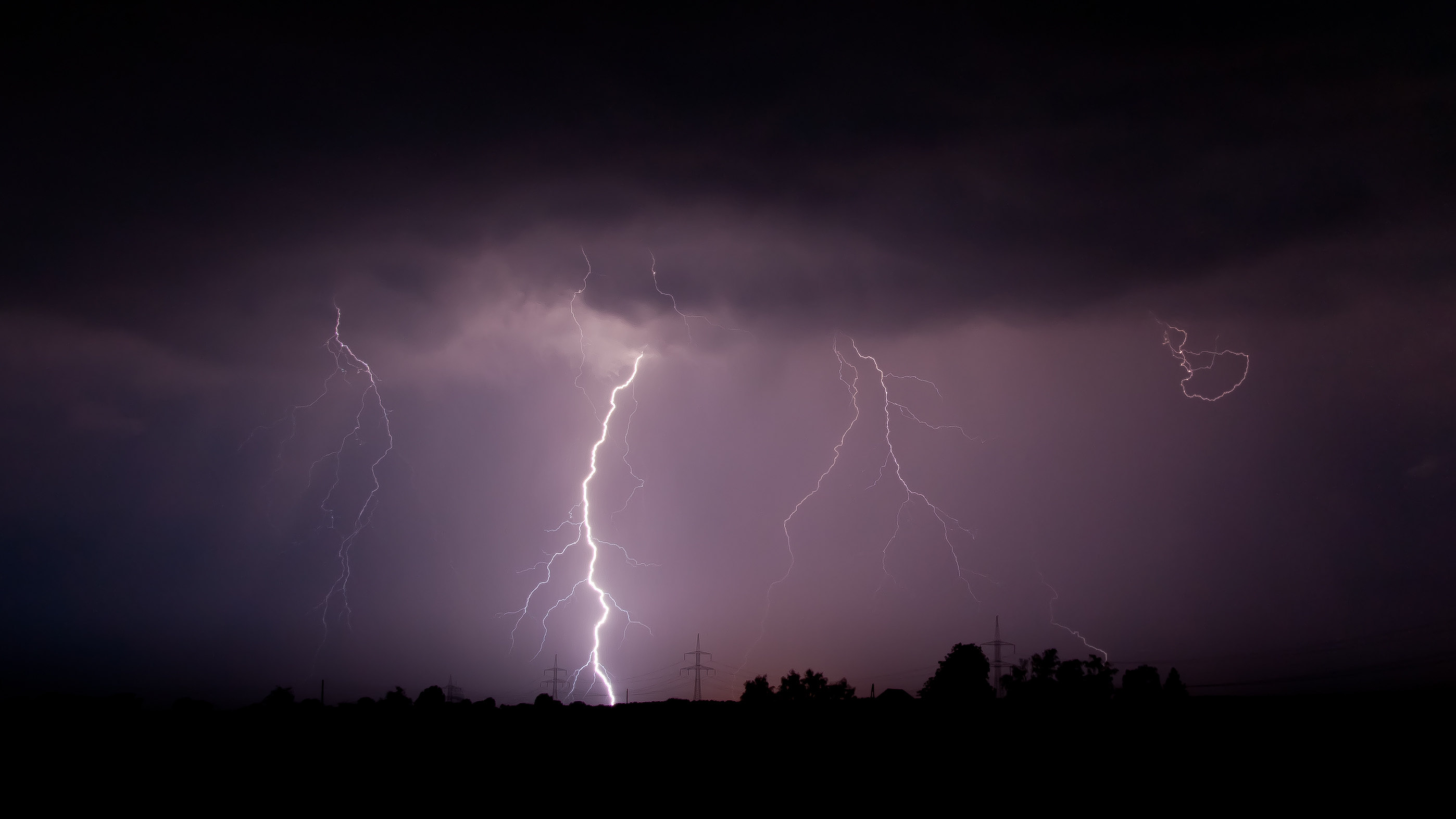
Fulmini durante un temporale

Prima e durante un temporale è possibile osservare i seguenti fenomeni che a volte possono anticipare la comparsa stessa del fenomeno temporalesco:
- Aumento dell'umidità nell'aria con la seguente brusca diminuzione della pressione atmosferica.
- Formazione di un vento freddo, più o meno intenso, al suolo, in genere dovuto a discese d'aria convettive.
- Come conseguenza del punto precedente può avvenire una diminuzione, più o meno intensa, della temperatura al suolo.
- Comparsa di fulmini (a volte solo tuoni) rilevabili con una radio AM (abbastanza sensibile) sotto forma di interferenze facilmente riconoscibili.
- calo più o meno vistoso della luminosità dell'atmosfera

### Temporale secco
Un temporale secco è un temporale che produce tuoni e fulmini, ma dove la maggior parte delle sue precipitazioni evapora prima di raggiungere il suolo. I fulmini secchi si riferiscono ai fulmini che si verificano in questa situazione. Entrambi sono così comuni nel West americano che a volte sono usati in modo intercambiabile.
I temporali secchi si verificano essenzialmente in condizioni asciutte e i loro fulmini sono una delle principali cause di incendi. Per questo motivo, il National Weather Service e altre agenzie in tutto il mondo emettono previsioni per la sua probabilità su vaste aree.